# Sun Is Still Shining
Sun Is Still Shining (3:39) is een lied dat Mike Pinder schreef voor The Moody Blues.
Pinder schreef het voor het conceptalbum To Our Children's Children's Children. Het nummer past binnen het thema van het album: ruimtereizen. Het begint wereldlijk met onder andere “Now that we’re out here, open your heart to the universe of which we’re a part.”  Dat draait in het tweede couplet naar het mystieke met “See with your mind, leave your boidy behind”. Het mellotronthema is daarbij hypnotiserend in haar opdringerige herhaling, iets dat Pinder eerder hanteerde op de drie voorgaande albums. Heen-en-weergaande en slepende mellotron en het gebruik van sitar en akoestische gitaar geven het nummer een psychedelische indruk. 